# 調理

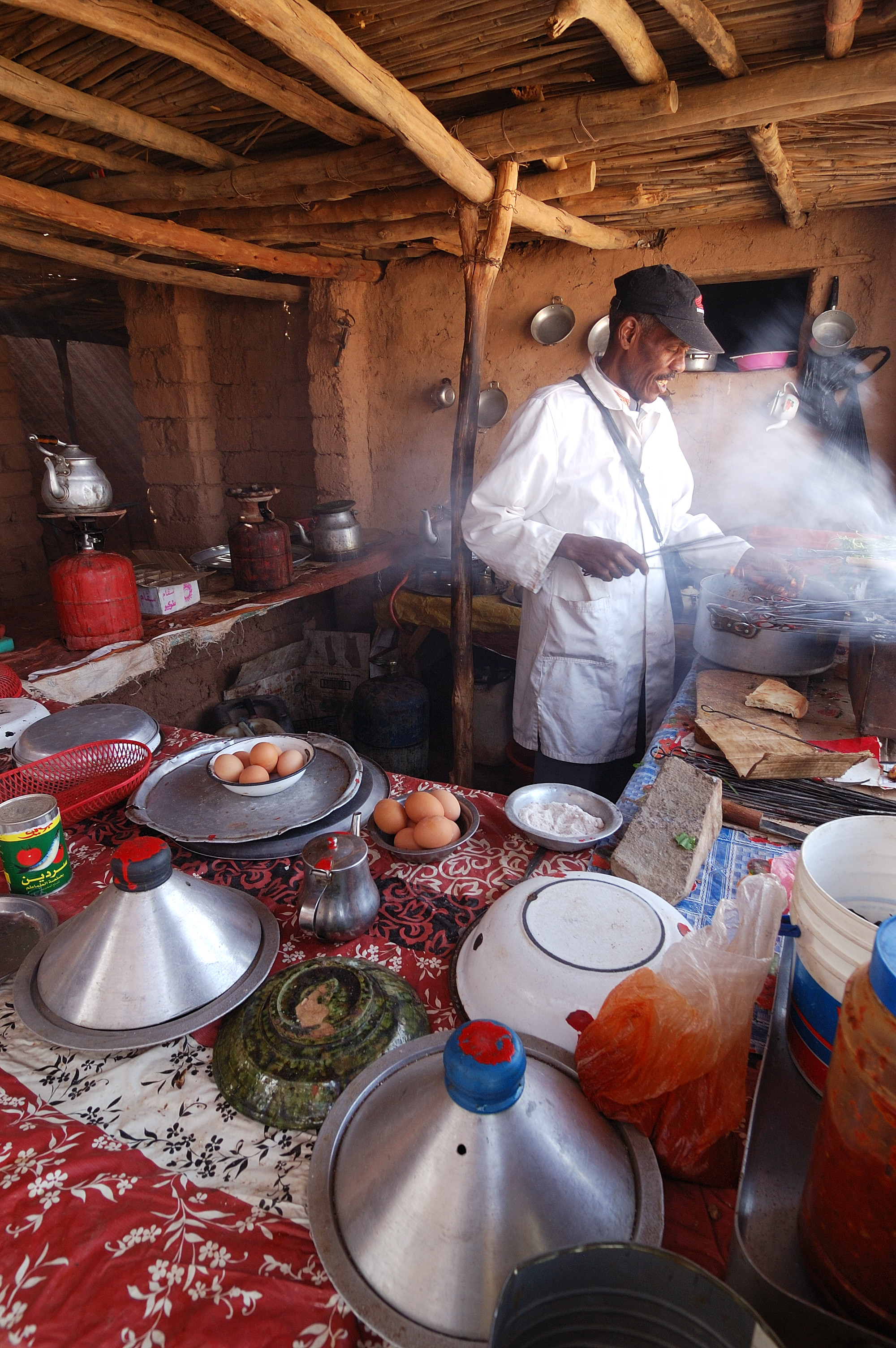
調理風景

調理（ちょうり、仏: cuisson、英: cooking）とは、食品材料（食材）を洗う、切るなどして、さらに煮る、焼く、炒めるなどの操作をほどこし、食べやすく、また味も良くする行為や、その技術のこと。「料理する」という場合の「料理」は、調理よりも広義である（下で説明）。本記事では調理すること、および料理することの両方を扱う。

## 概要

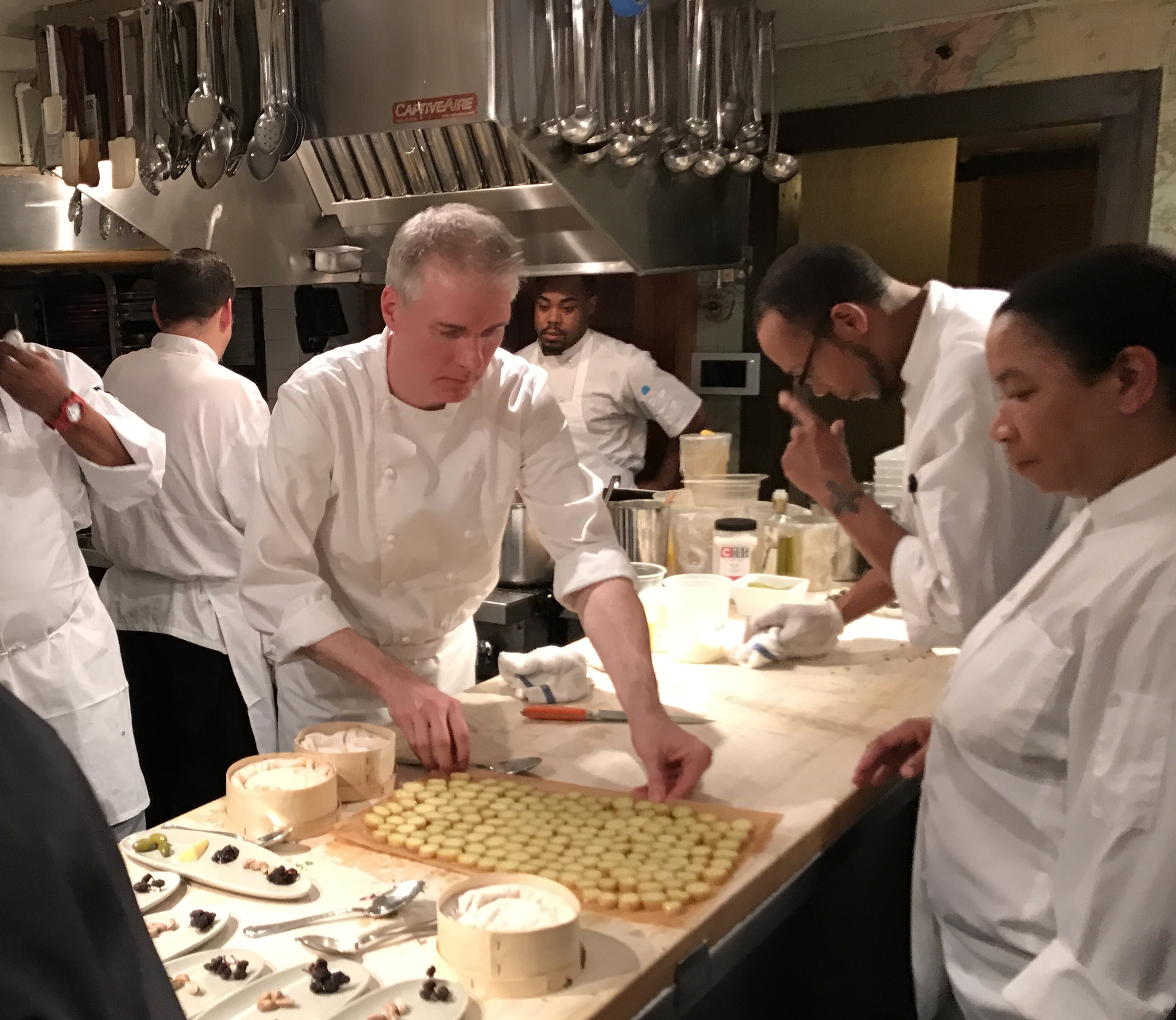
シェフによる厨房での調理

「調理」は味作りの技術面に限定される用語である。「料理」のほうは、やや広義で、食事計画を立て、（食材を確保し、調理操作を行い）食卓上の料理を構成するまでの過程全体を指す。
調理は長い歴史を持ち歴史とともに変化してきた。調理は各家庭においても行われ、日常生活で供される料理を「家庭料理」という。このほか飲食店などの外食産業、社員食堂、学校給食などおいて職業的調理者によっても行われている。家庭料理と外食の中間的な形態として、自宅・職場などへ持ち帰るための総菜や弁当など調理して販売することを「中食」と呼ぶ。
調理で用いられる様々な手法・技法は調理法や調理技術、調理に用いる道具を調理器具という。キッチンナイフ（包丁）類、鍋類、熱源などが基本中の基本である。
家庭料理では家庭ごとの調理法や「味」が次世代に継承されている。調理のための教室（「クッキング教室」）なども開催されている。
調理をする人は「調理者」・「調理人」・「コック」、和食の調理人は「板前」などと呼ぶ。などという。調理を職業とする人はフランス語で「cuisinier キュイジニエ」、中でも料理長（調理場の最高責任者）を「chef シェフ」と称する。「シェフ」は本来は調理に限らず様々な分野で、人々に命令し、決定的な影響を与える人物のこと。調理場でその役割を果たすので「シェフ」と呼ばれるようになった。プロの調理人を養成する調理師学校もある。
具体的な調理方法とそれに使う食材、調味料などはレシピとしてまとめられる。料理本やインターネットなどで公開されることが多いが、ノウハウとして秘密にする料理人もいる。
世界的に見て、飲食店などの調理場で調理するのに免許は必要ない。日本では1958年の調理師法の公布により「調理師」が都道府県知事の免許制として法制化されたが、飲食店に対して調理師を置くことを「努力義務」としたのみである。
調理については学問的な研究も行われており、栄養や味覚などについて自然科学的アプローチを行う「調理科学」や、歴史の変遷を研究する「調理史」などがある。

## 効果

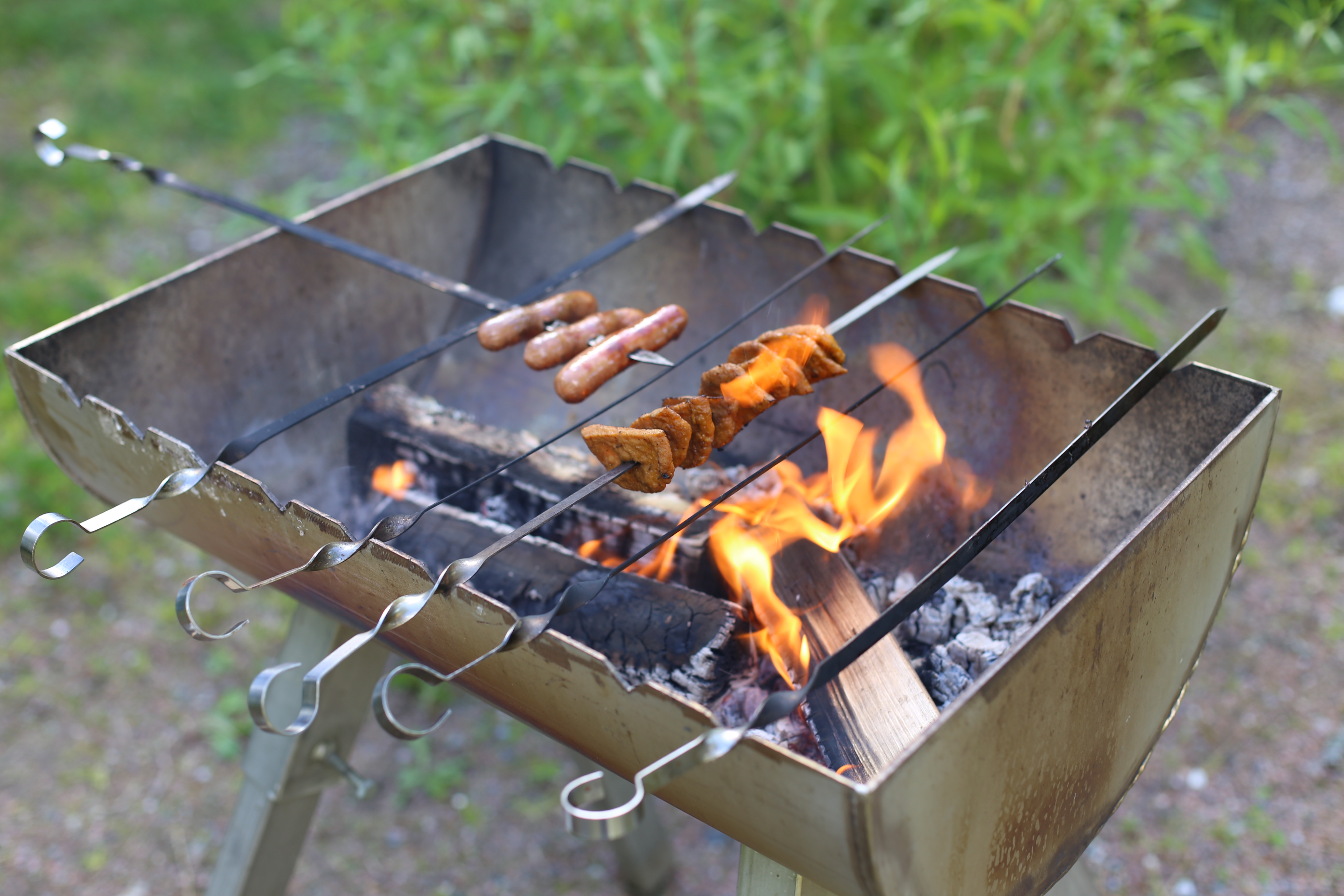
火を通すことで雑菌や寄生虫を殺す

### 殺菌、無毒化
そのままでは食べられないものを、加熱により食べられるものへと変化させることができる。加熱することで、食中毒などを引き起こす有害な病原体が殺菌・不活化され、有毒なタンパク質は変質され無毒化される。また毒のある部位を取り除くことで危険性を低減する。フグの卵巣除去は、その一例である。

### 消化吸収効率の向上
切る、刻む、すり潰すなどの操作は、歯と顎による咀嚼よりも効率的に食物を消化吸収に適した形状に加工することを可能とした。また、加熱によりタンパク質が変質し消化吸収されやすくなる。ただし、ビタミンは調理中に失われてしまうものもある。

## 人類史における意義
人類は火を使い食物を加熱することで食べられないものを食べられるようにし、消化吸収のコストを激的に低減した。それにより大量のエネルギー余剰が生まれ、それがヒトの脳が発達する一因となり、人類の進化に寄与したという見方が存在する

## 調理の危険性

### 切り傷

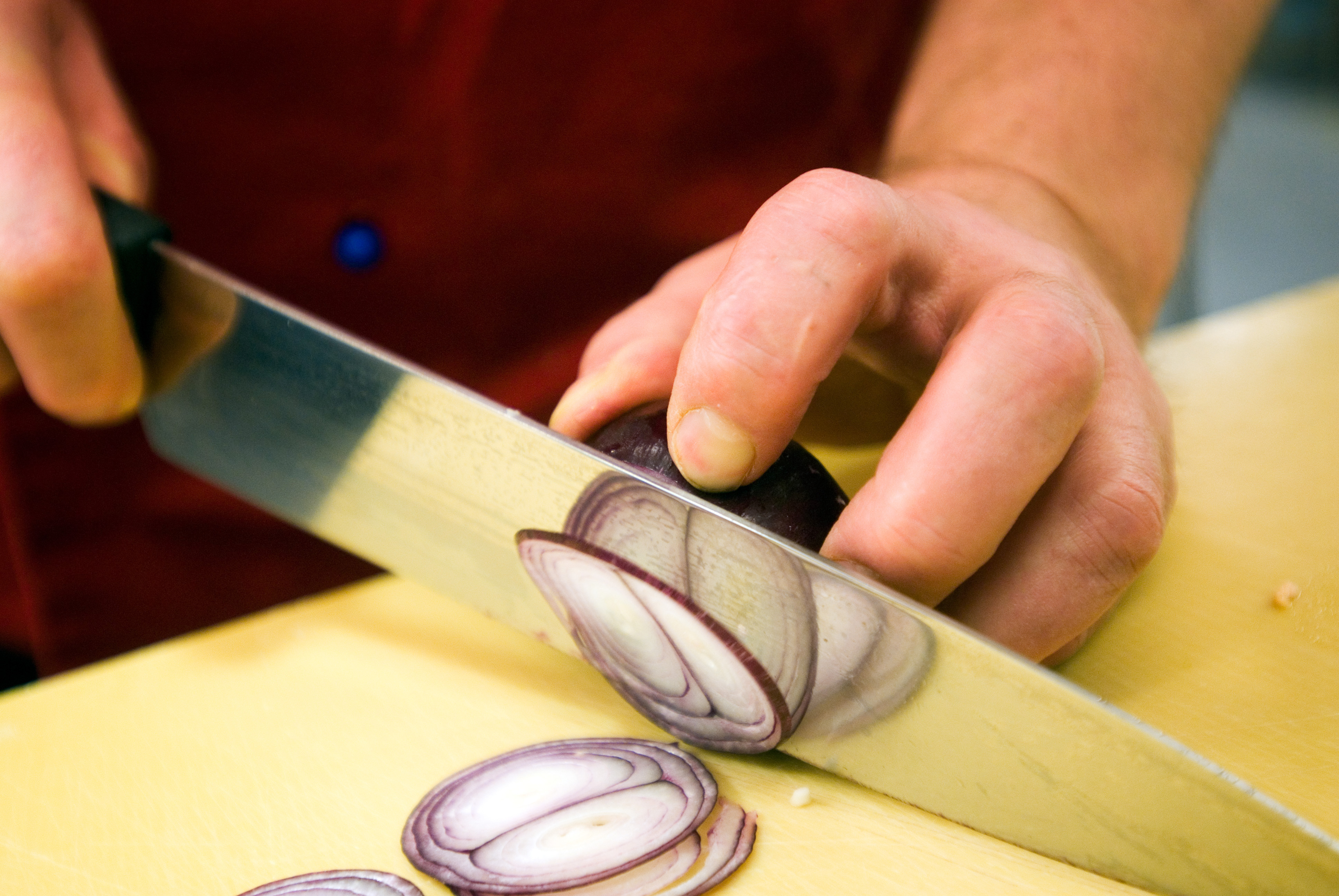
包丁で玉ねぎを切る

調理は包丁のような刃物を用いることがあるため、怪我をする危険がある。切り傷から感染症に繋がる場合もあるため、注意が必要である。また、切り傷がある人が調理した生物（なまもの）などは、黄色ブドウ球菌などの食中毒を引き起こす可能性がある。

### 排煙による健康被害

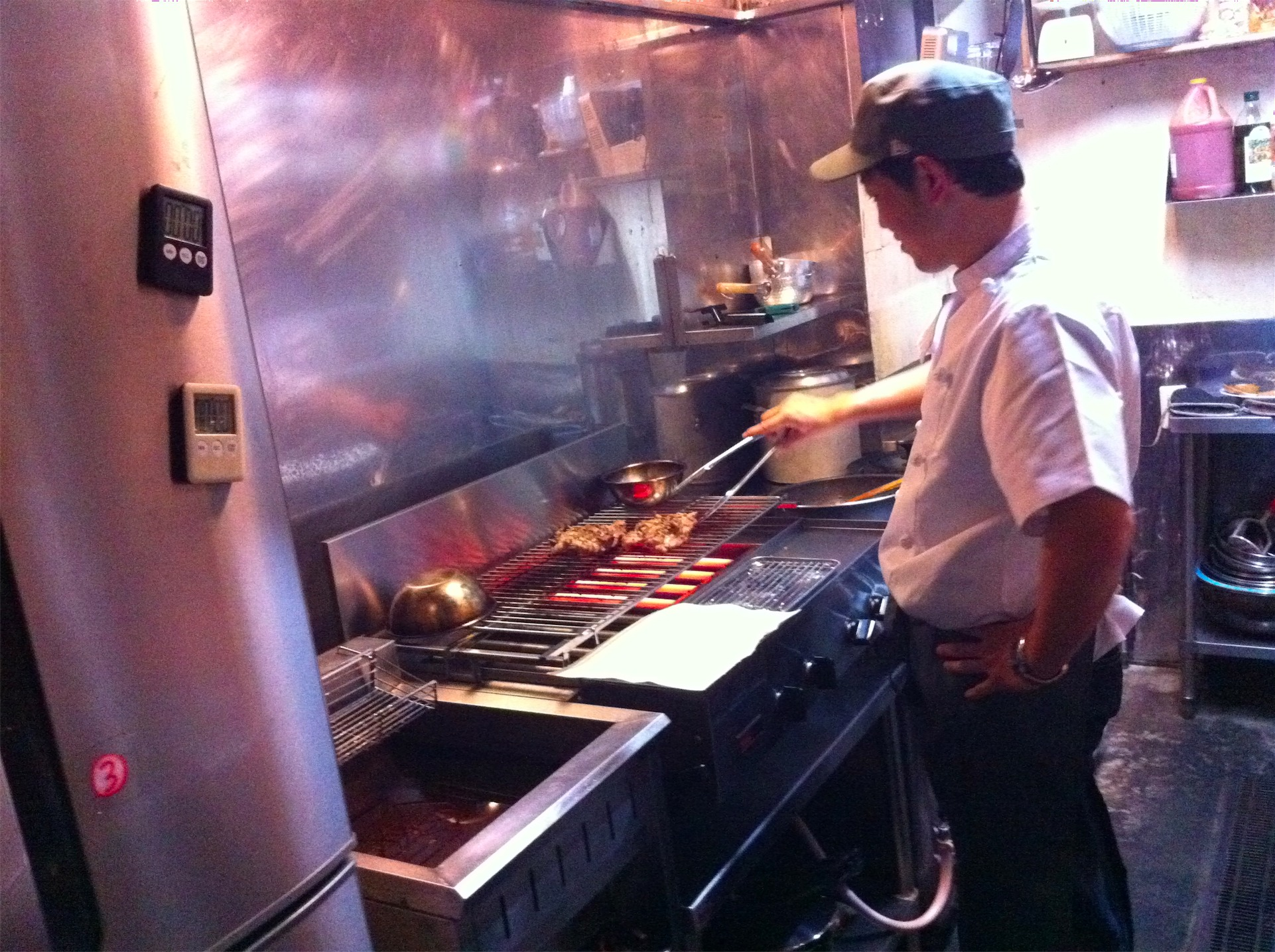
調理している人

国際エネルギー機関（IEA）によると、調理の熱源として薪や木炭、石炭などを燃やしている人々が発展途上国を中心に約23億人、世界人口の三分の一程度おり、煙による大気汚染や呼吸器などの健康被害に加えて、森林破壊、温暖化ガスである二酸化炭素排出増につながっている。煙を出さない電熱・電磁調理器、都市ガス・プロパンガスなどへ転換する「クリーンクッキング」が推進されている。
大韓民国（韓国）では、調理場従業員の肺癌が労働災害（労災）認定された例もある。

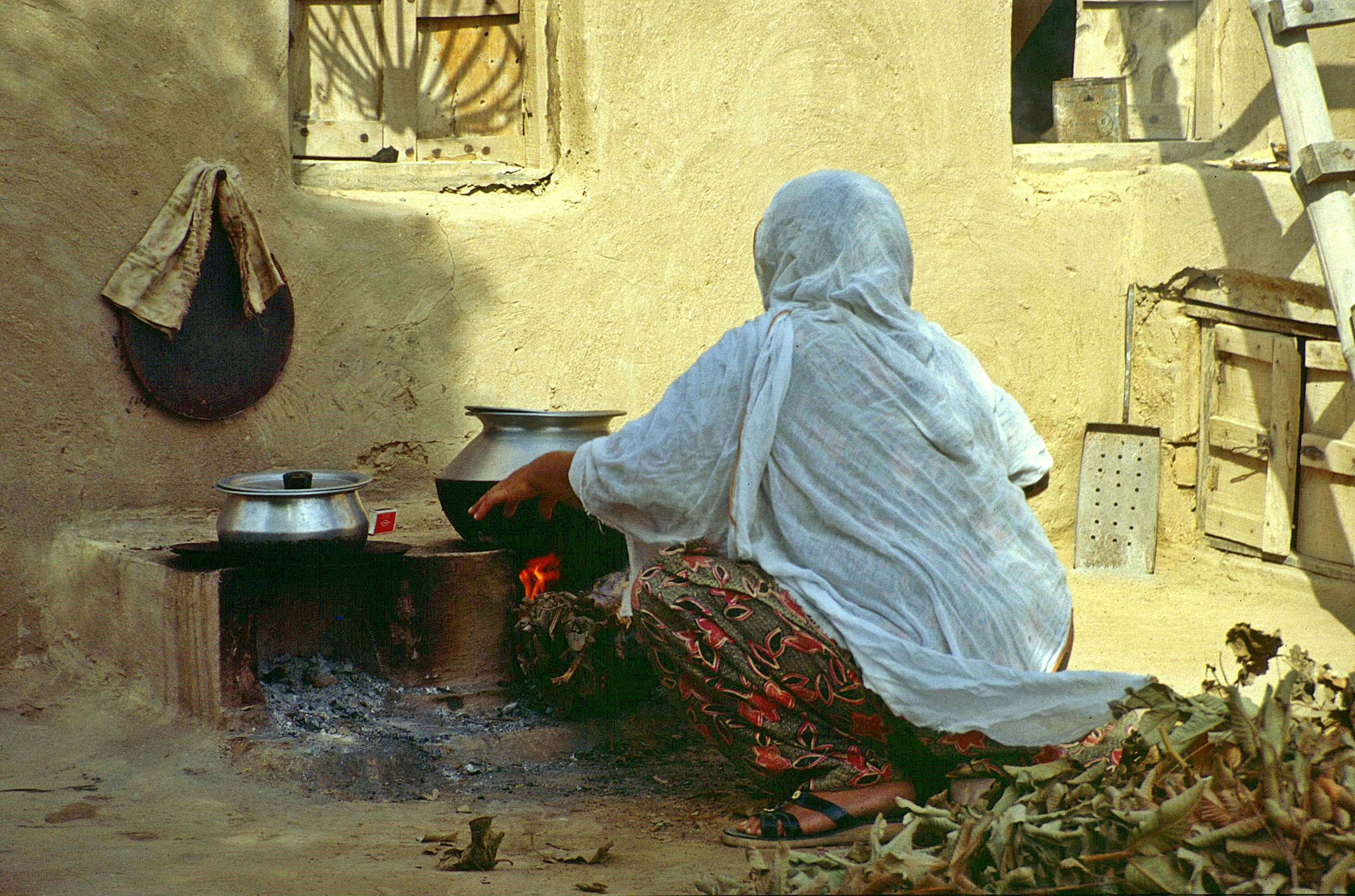
屋内で薪を使った調理をしている人

## 調理器具
- 調理器具の一覧（英語版） も参照。

熱源
| - かまど - 焜炉（コンロ） - オーブン - オーブンレンジ - ガスレンジ - クッキングヒーター - IH調理器 | - 電子レンジ - トースター - 炊飯器 - ウォーターオーブン - スチームコンベクションオーブン - 七輪 - 囲炉裏 |

加熱容器
| - 鍋 - 釜 - やかん - フライパン - 土鍋 - 蒸し器 | - 飯盒（はんごう） - ビリー缶 - ケリーケトル - 圧力鍋 - 巻き焼き鍋 |

- 落とし蓋：鍋の蓋と違い、食材の上に乗せる形で用いる。煮物や食材の下茹でに使用されることが多い

切る
| - 包丁 - まな板 - 目打ち - スライサー | - エッグスライサー - ピーラー - 料理ばさみ - ゆで卵切り器 |

- パイカッター：焼き上がったパイを切り分けるのに用いる。
- ジャカード：ステーキ、とんかつなどの肉料理の下拵え時に、生肉に穴を開けて繊維を切断し、柔らかくするのに用いる。

砕く
- ミキサー
- フードプロセッサー

擦る、すりおろす
- おろし器
  - おろし金
  - チーズおろし（チーズグレーター）
- ジューサー

潰す、すり潰す
| - すり鉢 - すりこぎ - 裏漉し器 | - ムーラン - (トマト,ポテト)マッシャー - にんにく潰し |

挽く
- 肉挽き機（ミンチ機、ミンサー（ミッチャー））（英語版）

割る
- 銀杏割り
- くるみ割り

混ぜる
| - ボウル - 泡立て器 - ホイッパー - パイブレンダー：パイ生地を作る際に用いる。 | - ゴムべら (スパテラ、スパチュラ) - 木製へら (スパテラ、スパチュラ) - しゃもじ |

ふるう
- 篩（ふるい）
- シフター

漉す
- シノワ（スープ漉し器）

叩く、伸ばす
- ミートハンマー：肉を叩いて柔らかくするための道具
- 麺棒

塗る
- 刷毛：タレや、製菓材料としての卵黄やシロップを塗るのに用いる。
- パレットナイフ：製菓用
- 油引き

整える
- 巻き簀（す）
- 串
- 型（焼き型、流し型、抜き型）
- セルクル

量る、測る
- 台秤（だいばかり）
- 計量カップ
- 計量スプーン
- タイマー
- 温度計

その他
| - おたま - スキマー（器具） (Skimmer (utensil)) - 網杓子 - 味噌こし - 笊（ざる） - ばんじゅう - クッキングペーパー - クッキングシート | - ラップフィルム - アルミホイル - 缶切り - レモン搾り器 - オイルサーバー - うろこ引き |

- ジャーレン：中華鍋から揚げ物などを一度に取り出すための穴あきの道具
- スケッパー - 焼く前のパイ生地を混ぜたり切り分けるのに用いる
- オメガヴィスペン：スウェーデン発祥の万能調理器具で、調理の際の様々な動作に合わせる形で作られている
- パスタメーカー（パスタマシン）：パスタ生地を伸ばしながら切る器具